# Castillo de Inesque
El castillo de Inesque, de Ynesque o de Iñesque es una pequeña fortificación en ruinas situada entre las localidades de Angón y Pálmaces de Jadraque, en la provincia de Guadalajara (España), aunque incluido dentro del término municipal de Atienza. Se alza sobre un pequeño montículo dentro del vallejo que forma el río Angón y que va a desembocar en el río Cañamares por el embalse de Pálmaces.
Se trata de un pequeño castillo de cerro de tipo musulmán, de planta cuadrangular, levantado mediante mampostería. Se encontraba rodeado por un muralla exterior rectangular al cual se adosaba otro recinto triangular hacia el este. Su cometido era el de defender el valle en una zona de frontera entre los poderes cristiano, del Reino de Castilla, y musulmán, de los reinos taifas de Al-Ándalus, durante la época de la conquista cristiana de la península ibérica. Fue destruido a mediados del siglo XV por las tropas del infante Juan de Aragón, consorte de Blanca I de Navarra y posterior Rey de Aragón, en uno de sus enfrentamientos frente a las tropas de Juan II de Castilla. Desde entonces se encuentra en ruinas, quedando intactos algunos vestigios que denotan la presencia del pequeño castillo de Inesque.